# 베스핀 가스
베스핀 가스(영어: Vespene gas)는 미네랄과 더불어 스타크래프트의 자원줄이다.

## 특징
베스핀 가스는 스타크래프트, 스타크래프트 리마스터, 스타크래프트 2에서도 모두 영단어인 Vespens Gas를 그대로 음역한 베스핀 가스라고 부른다. 베스핀 가스는 미네랄과 똑같이 스타크래프트의 자원이며 미네랄과 같이 각 종족의 일꾼인 SCV, 프로브, 드론이 8씩 캘 수 있는 공통점이 있으나 차이점으론 베스핀 가스를 채취하기 위해선 미네랄과 달리 반드시 각 종족의 가스 채취 건물인 리파이너리, 어시밀레이터, 익스트랙터를 반드시 지어야 하고 매장량이 점점 줄어들어 500이하의 매장량이 되면 크기가 점점 작아지는 미네랄과 달리 완전히 고갈되기 전까진 가스가 풍부히 나오는 것처럼 묘사되며 완전히 고갈된 상황 이후엔 다시는 캘 수 없는 미네랄과 달리 가스는 완전히 고갈된 이후로도 2씩 미세하게 가스를 채취하는 것이 가능하는 차이점이 있다. 광물은 고급 건물 짓기, 건물 에드온, 고급 유닛 생산, 유닛의 업그레이드에 투자하며 미네랄과 더불어 스타크래프트의 모든 종족들은 가스를 귀중한 자원으로 활용한다. 스타크래프트 캠페인에서는 플레이어가 직접 만드는 것이 가능하다. 기본적인 가스 매장량은 5000이며 이를 플레이어가 스타크래프트 캠페인에서 바꿀 수 있다. 보통 미네랄만 있는 지역은 미네랄 멀티라고 부르며 미네랄이 없이 가스만 있거나 미네랄과 가스가 같이 있는 멀티는 가스 멀티라고 부른다. 스타크래프트를 플레이하다가 가스 자원이 점차 고갈되는 상황이 오면 가스는 미네랄과 달리 고갈되도 미세하게 2씩 캐지지만 가스를 소모하는 유닛들의 생산엔 차질이 불가피하기 때문에 가스가 점차 고갈되면 다른 가스가 있는 멀티를 하는 것을 플레이어한테 강요하게 된다. 스타크래프트 2에서는 전작인 스타크래프트나 스타크래프트 리마스터와 달리 가스가 한번 고갈되면 광물처럼 절대 캘 수 없고 가스의 색상이 녹색에서 빨간색으로 변경되는데 이럴 때는 필히 다른 가스가 있는 멀티를 해줘야 한다.

## 같이 보기
- 스타크래프트
- 스타크래프트 리마스터
- 스타크래프트 2